# Rivière des Roches (rivière Sainte-Anne)
Pour les articles homonymes, voir Rivière des Roches.
La rivière des Roches est un affluent de la rive ouest de la rivière Sainte-Anne, sur la rive nord du fleuve Saint-Laurent. Cette rivière coule dans le territoire non organisé de Lac-Jacques-Cartier et dans la municipalité de Saint-Ferréol-les-Neiges, dans la municipalité régionale de comté (MRC) de La Côte-de-Beaupré, dans la région administrative de la Capitale-Nationale, dans la province de Québec, au Canada.
La partie supérieure de cette vallée est surtout desservie par le chemin du rang Saint-Nicolas qui passe du côté nord-est. La partie inférieure est desservie par l'avenue Royale et par le chemin du rang Saint-Nicolas qui passe du côté sud-ouest. La sylviculture constitue la principale activité économique de cette vallée ; les activités récréotouristiques, en second ; l'agriculture, en troisième.

## Géographie
La rivière des Roches prend sa source aux lacs des Trois Castor dans le territoire non organisé du Lac-Jacques-Cartier. 
À partir de sa source, le cours de cette rivière descend sur 11 km selon les segments suivants :
- vers l'est en recueillant la décharge venant du sud d'un lac de villégiature jusqu'à la décharge venant du nord de deux petits lacs ;
- vers le sud en formant un grand W en début de segment et en recueillant la décharge d'un petit lac venant de l'est jusqu'au ruisseau de Saint-Nicolas venant du nord-ouest ;
- vers le sud en recueillant la décharge du lac de la Colline venant de l'est jusqu'au ruisseau des Prairies venant de l'ouest ;
- vers le sud-est en longeant le chemin du rang Saint-Nicolas et en passant sous le pont de l'avenue Royale jusqu'à un ruisseau venant du nord en amont d'un coude de rivière ;
- vers le sud dans une vallée de plus en plus encaissée avec une dénivellation de 91 m en formant une boucle vers l'est, jusqu'à sa confluence rive droite avec la rivière Sainte-Anne dans la municipalité de Saint-Ferréol-les-Neiges, soit en aval des Sept Chutes. Cette confluence est localisée au nord-ouest de la rive nord du fleuve Saint-Laurent, au nord de l'embouchure de la rivière Sainte-Anne et au sud-ouest du centre du village de Saint-Tite-des-Caps.

À partir de la confluence de la rivière des Roches, le courant coule sur 11,0 km généralement vers le sud-ouest par le cours de la rivière Sainte-Anne  laquelle traverse le centre-ville de Beaupré jusqu'à son embouchure dans l'estuaire fluviale du Saint-Laurent.

## Toponymie
En 1815, le géographe Joseph Bouchette énumère les principaux cours d'eau de la seigneurie de la Côte-de-Beaupré dont la Rivière Sainte-Anne, qui reçoit les petites rivières à la Rose et des Roches. L'origine de la désignation toponymique « rivière des Roches » dérive de la nature du fonds de la rivière où de nombreuses roches perturbent son cours. Le centre du hameau désigné Rivière-des-Roches est situé dans Saint-Ferréol-les-Neiges, à environ 2 km de l'embouchure de la rivière, à la hauteur de l'avenue Royale et de la rivière des Roches. Le bureau de poste ayant desservi ce hameau de 1907 à 1954 a également porté ce nom.
Au début du XIXe siècle, un groupe de citoyens et de leaders religieux ont songé à construire une église dans le hameau Rivière-des-Roches, près de l'emplacement d'une vieille beurrerie. Le Séminaire de Québec avait même fait don d'un terrain à cette fin, à même la ferme qu'il exploitait à Rivière-des-Roches, mais le projet de construction ne s'est jamais réalisé. De nos jours, la rivière des Roches accueille des vacanciers sur ses rives. On dénombre trois autres cours d'eau dénommés officiellement Rivière des Roches, dont deux de la région même de Québec, situés à Saint-Augustin-de-Desmaures et à Charlesbourg.
Le toponyme « rivière des Roches » a été officialisé le 5 décembre 1968 à la Banque des noms de lieux de la Commission de toponymie du Québec.